# Lijst van presidenten van Kosovo
Hieronder staat een chronologische lijst van presidenten van Kosovo.

## Presidenten van Kosovo (2008-heden)
| Nr. | President | President              | Ambtstermijn                         | Partij                          |
| --- | --------- | ---------------------- | ------------------------------------ | ------------------------------- |
| 1   |           | Fatmir Sejdiu (1951)   | 17 februari 2008 - 27 september 2010 | Democratische Liga van Kosovo   |
| -   |           | Jakup Krasniqi (1951)  | 27 september 2010 - 22 februari 2011 | Democratische Partij van Kosovo |
| 2   |           | Behgjet Pacolli (1951) | 22 februari 2011 - 4 april 2011      | Alliantie voor een Nieuw Kosovo |
| -   |           | Jakup Krasniqi (1951)  | 4 april 2011 - 7 april 2011          | Democratische Partij van Kosovo |
| 3   |           | Atifete Jahjaga (1975) | 7 april 2011 - 7 april 2016          | Onafhankelijk                   |
| 4   |           | Hashim Thaçi (1968)    | 7 april 2016 - 5 november 2020       | Democratische Partij van Kosovo |
| -   |           | Vjosa Osmani (1982)    | 5 november 2020 - 22 maart 2021      | Durf                            |
| -   |           | Glauk Konjufca (1981)  | 22 maart 2021 - 4 april 2021         | Zelfbeschikking                 |
| 5   |           | Vjosa Osmani (1982)    | 4 april 2021 - heden                 | Durf                            |